# اخرایی

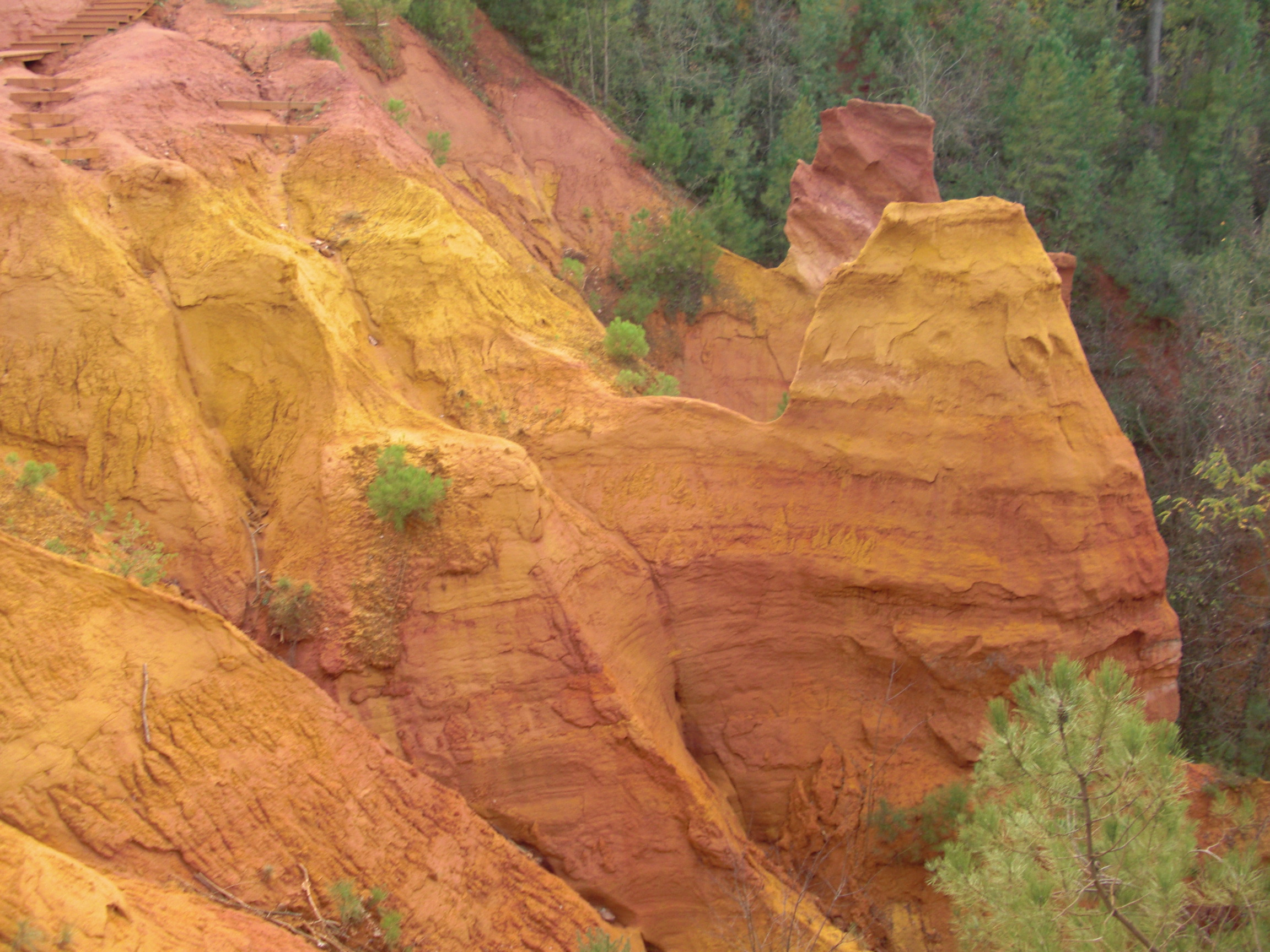
هفده رنگ مختلف طبیعی از طیف اخرایی در گذرگاه اخرایی‌ها واقع در روسیلون فرانسه وجود دارد. این مکان در گذشته معدن رنگ اخرایی بوده‌است.

اُخرایی یا گل ماشی رنگی زرد مایل به قهوه‌ای است که هم به صورت روشن هم تیره وجود دارد. همچنین قرمز اخرایی نیز وجود دارد. نام این رنگ از گل اخرا گرفته شده‌است.
اخرا یک رنگدانه طبیعی موجود در خاک است که ترکیبی از اکسید آهن و رس و ماسه است.

## نگارخانه

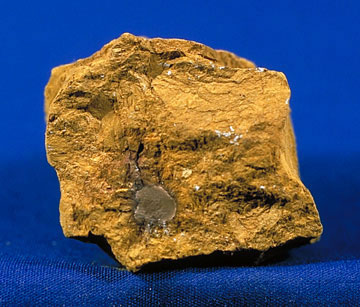
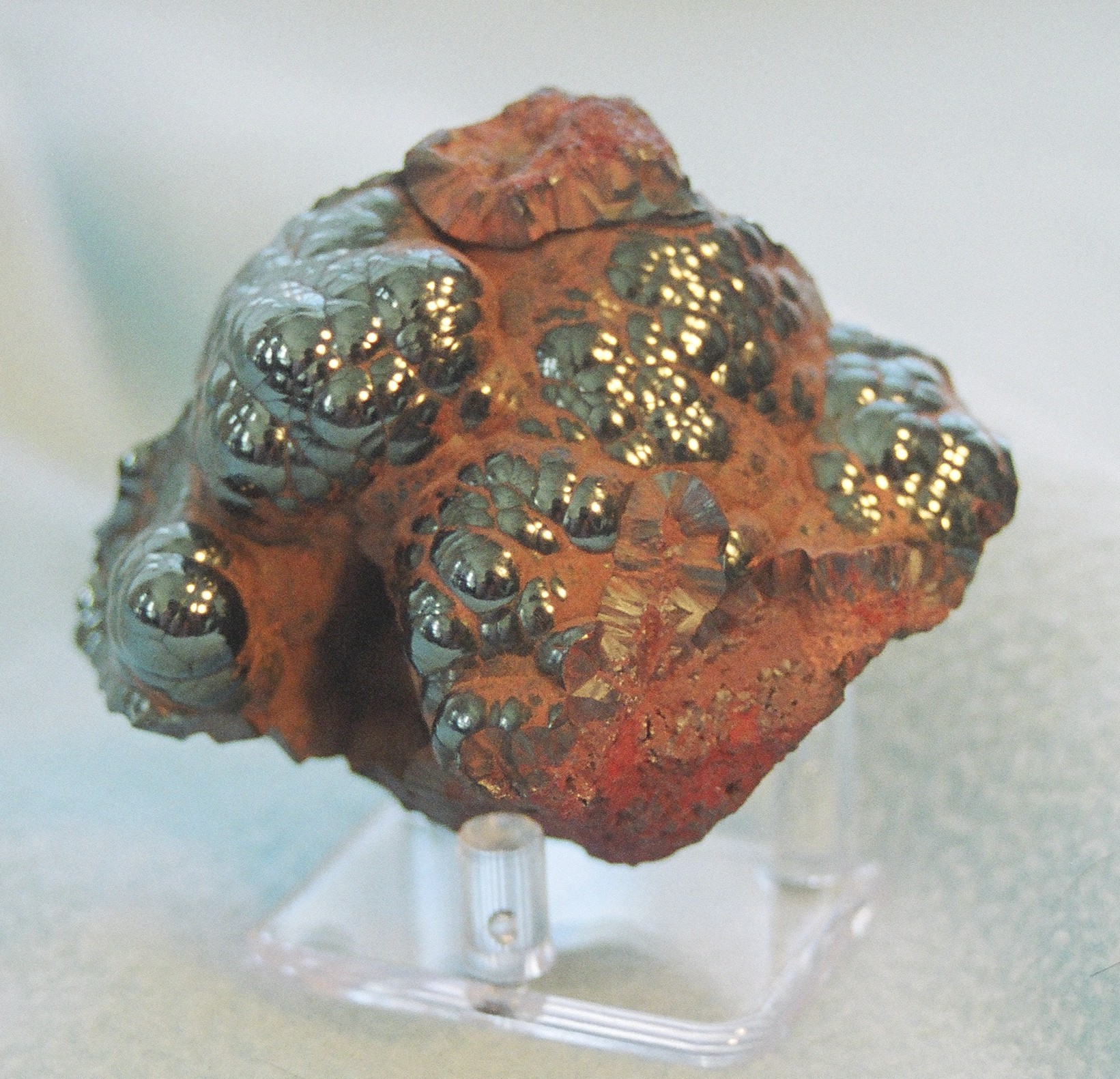
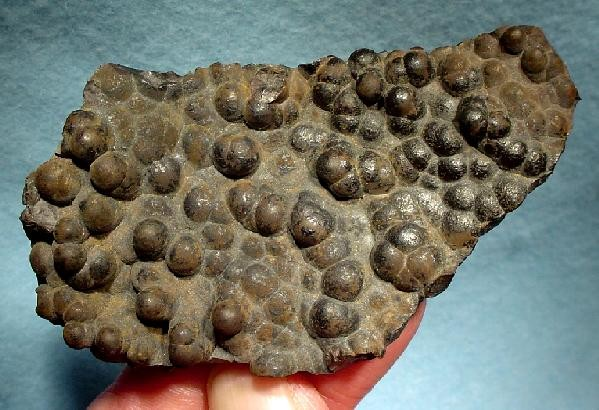
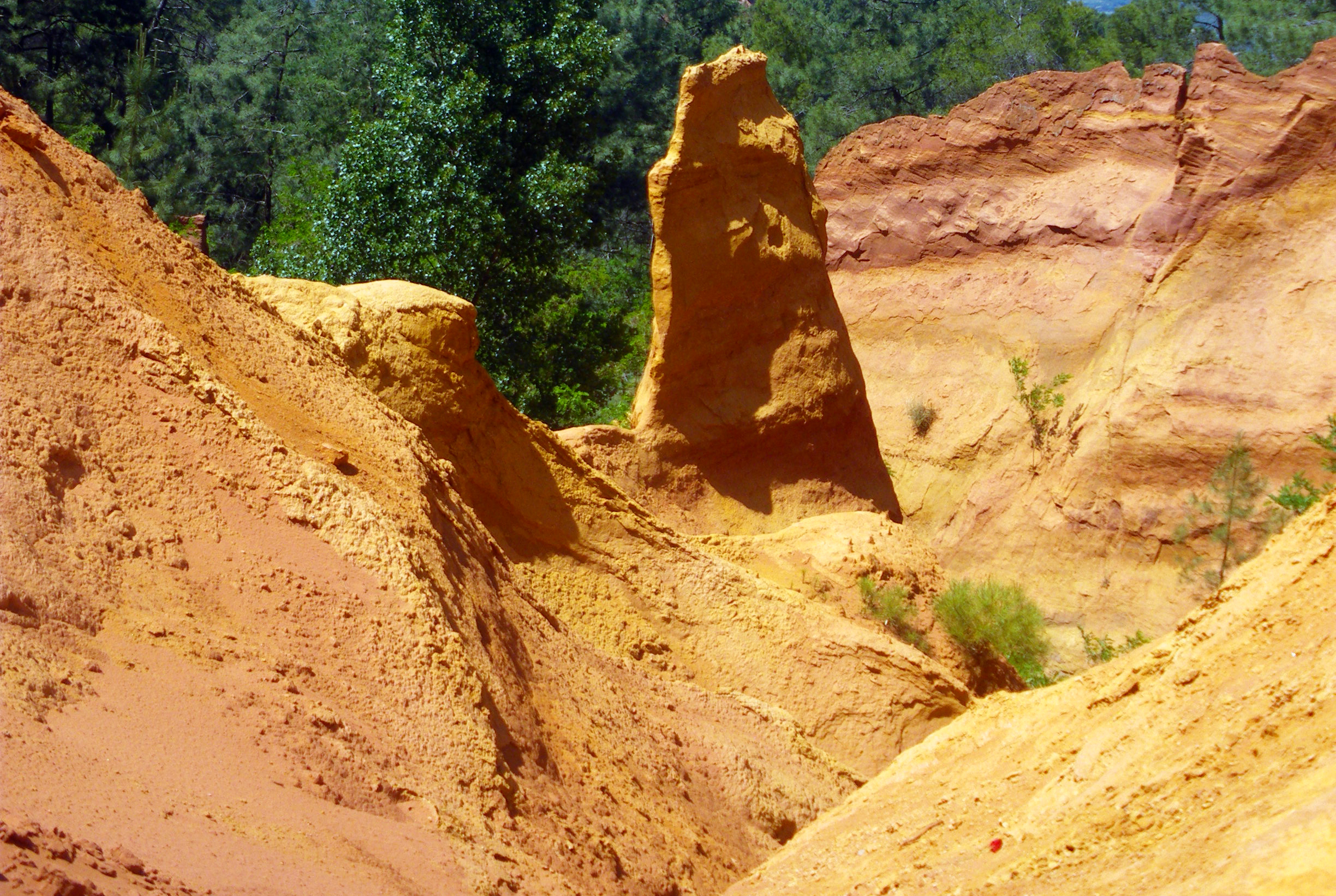
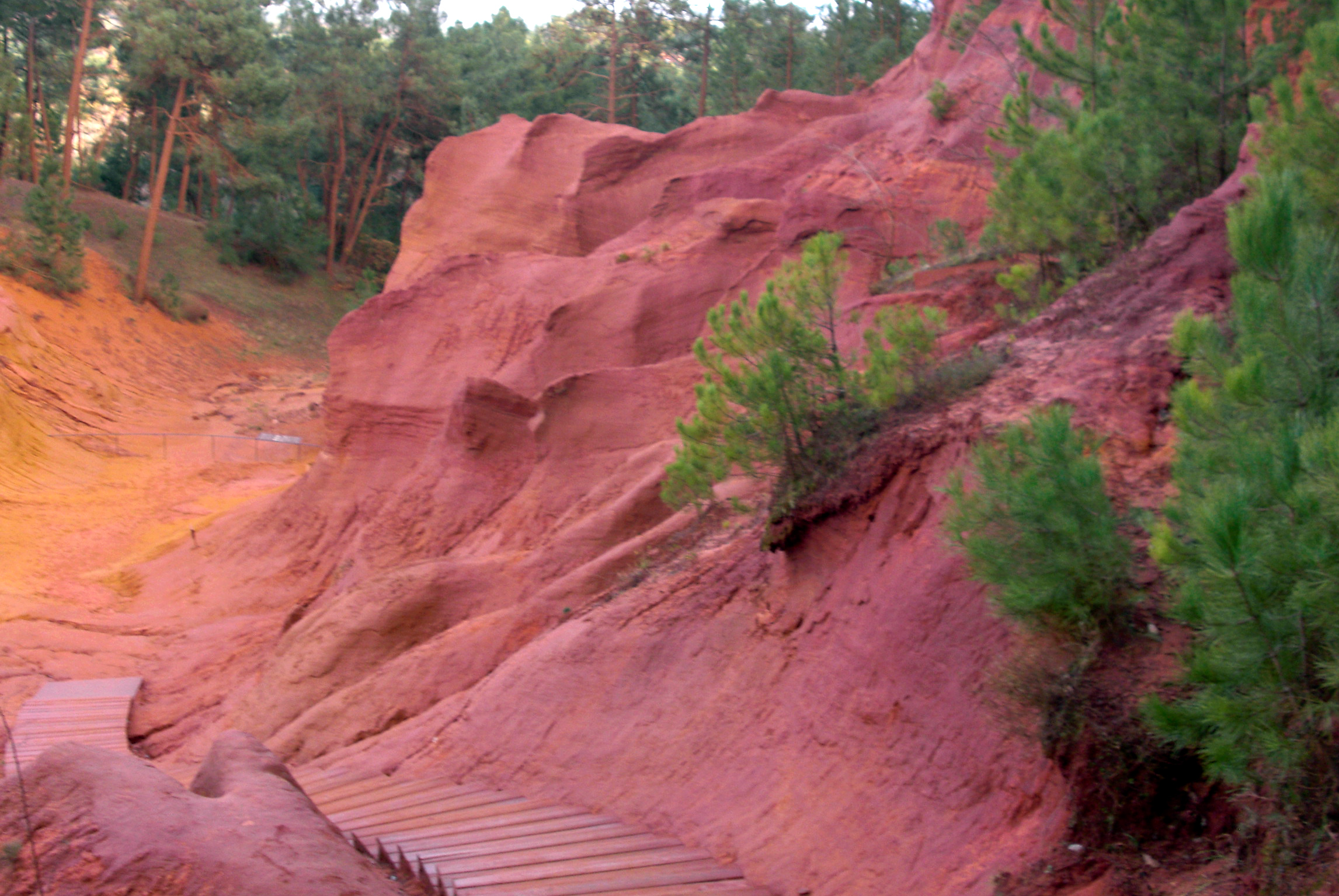
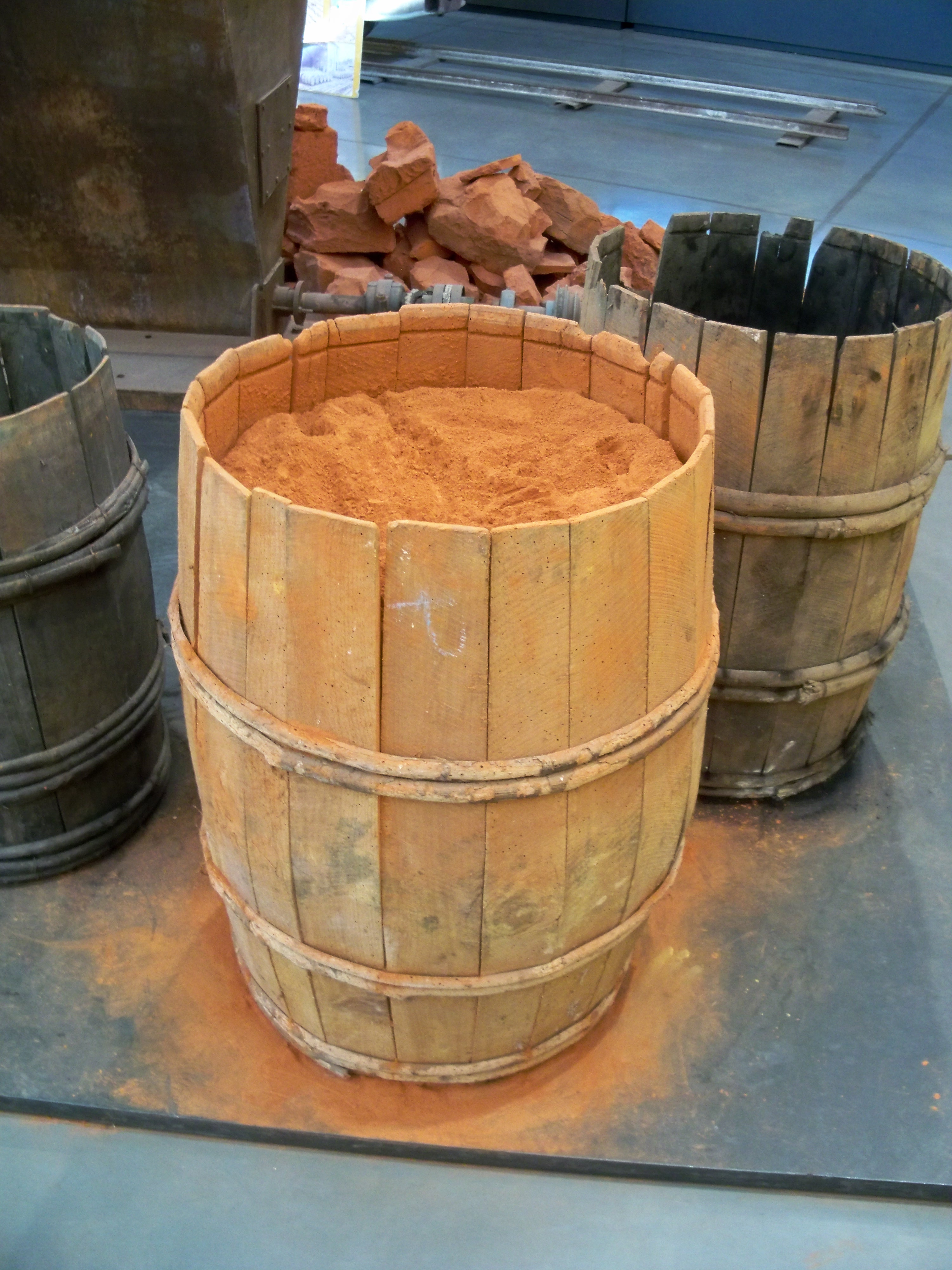
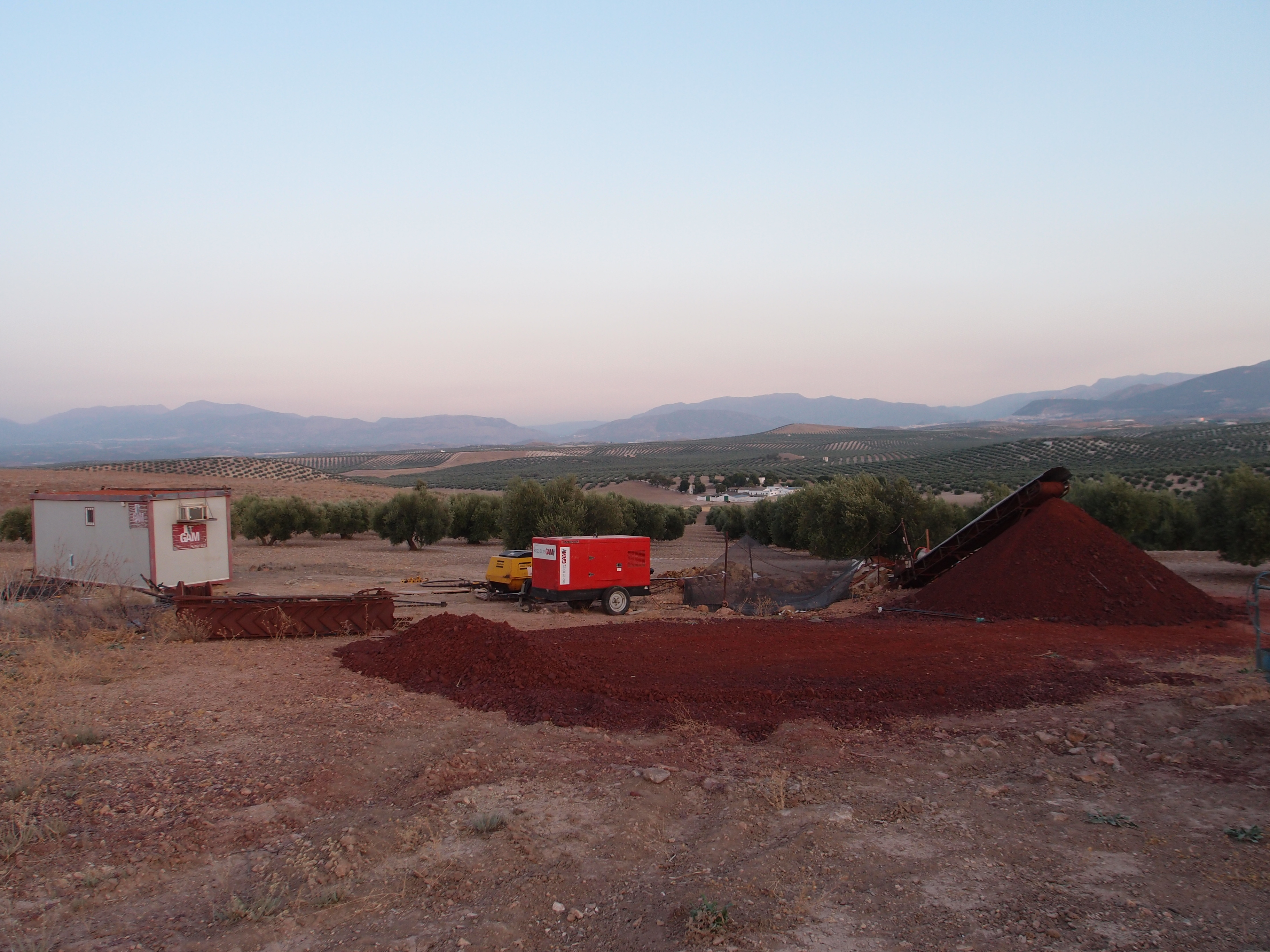